# Реут (притока Сейму)
Реут — річка в Росії, у Обоянському, Медвенському, Великосолдатьському й Курчатовському районах Курської області. Ліва притока Сейму (басейн Дніпра).

## Опис
Довжина річки 88 км, площа басейну 1030 км².

## Розташування
Бере початок на північному заході від Дроздів. Спочатку тече на північний заїхід через Монастирський, Танєєвку, потім на північний схід через Чаплі і на північному заході від Іваніно впадає у річку Сейм, ліву притоку Десни.
Населені пункти вздовж берегової смуги: Велика Радіна, Константиновка, Тарасово, Любимовка, Колпаково.
Річку перетинає федеральна автомобільна дорога Селіхови Двори — Іваніно (Р 200).